# Ganz (onderneming)

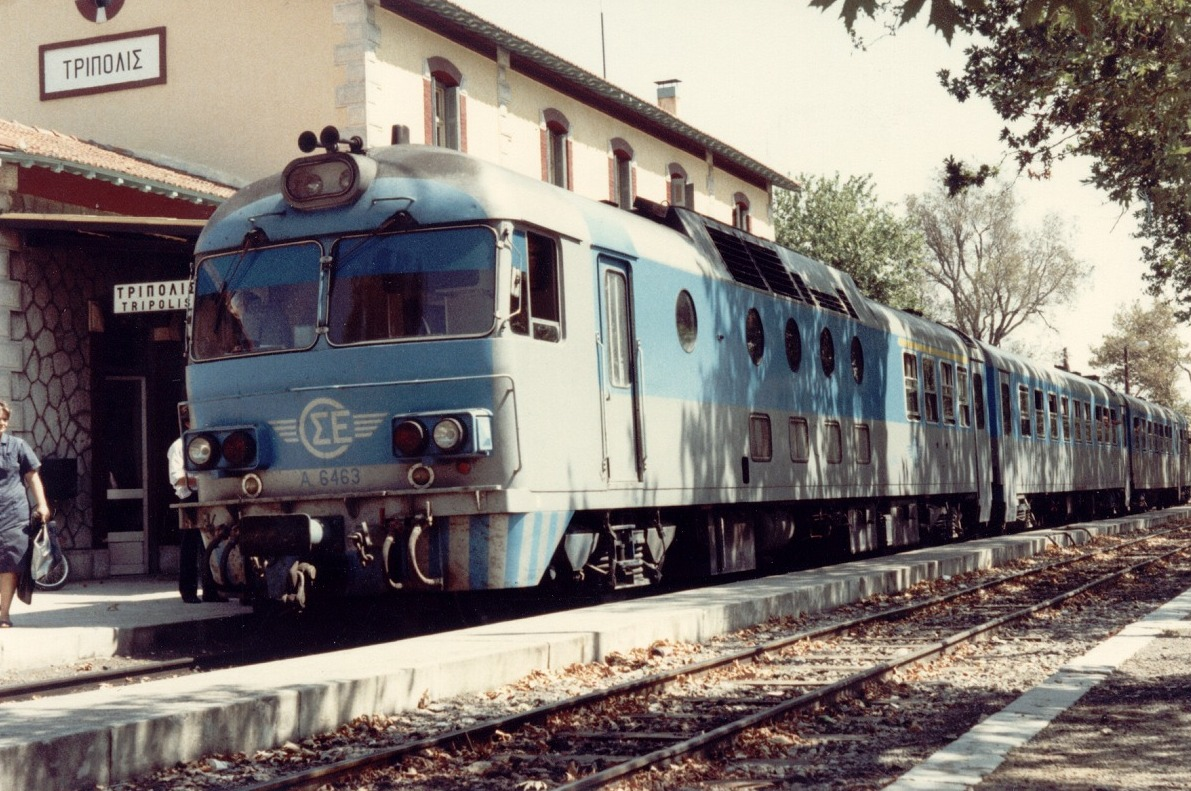
Ganz-Mávag locomotief van de Griekse spoorwegmaatschappij (OSE) te Tripolis

Het Ganzconcern (Hongaars: Ganz vállalatok) is een machinefabriek en elektrotechnische onderneming in Boedapest, die vooral bekendstaat als producent van elektrische treinen, dieseltreinen en trams.

## Geschiedenis
In 1844 opent de uit Zwitserland afkomstige Ábrahám Ganz in Boedapest zijn eigen ijzergieterij. Aanvankelijk legt hij zich toe op de productie van wielen voor spoorwegwagons, die vanuit heel Europa worden besteld. Later worden er ook spoorrails en onderdelen van bruggen gemaakt.
Na het overlijden van Ganz in 1867 wordt het bedrijf, onder de naam Ganz & Co, ijzergieterij en machinefabriek NV, voortgezet door zijn naaste medewerker en vriend András Mechwart. Met hem als technisch directeur groeit het bedrijf eind 19e/begin 20e eeuw uit tot een van de bekendste en grootste industriële bedrijven in Oostenrijk-Hongarije. Naast spoorwegmaterieel bouwt Ganz ook schepen, landbouwmachines, auto's en vliegtuigen.

### Elektrotechniek

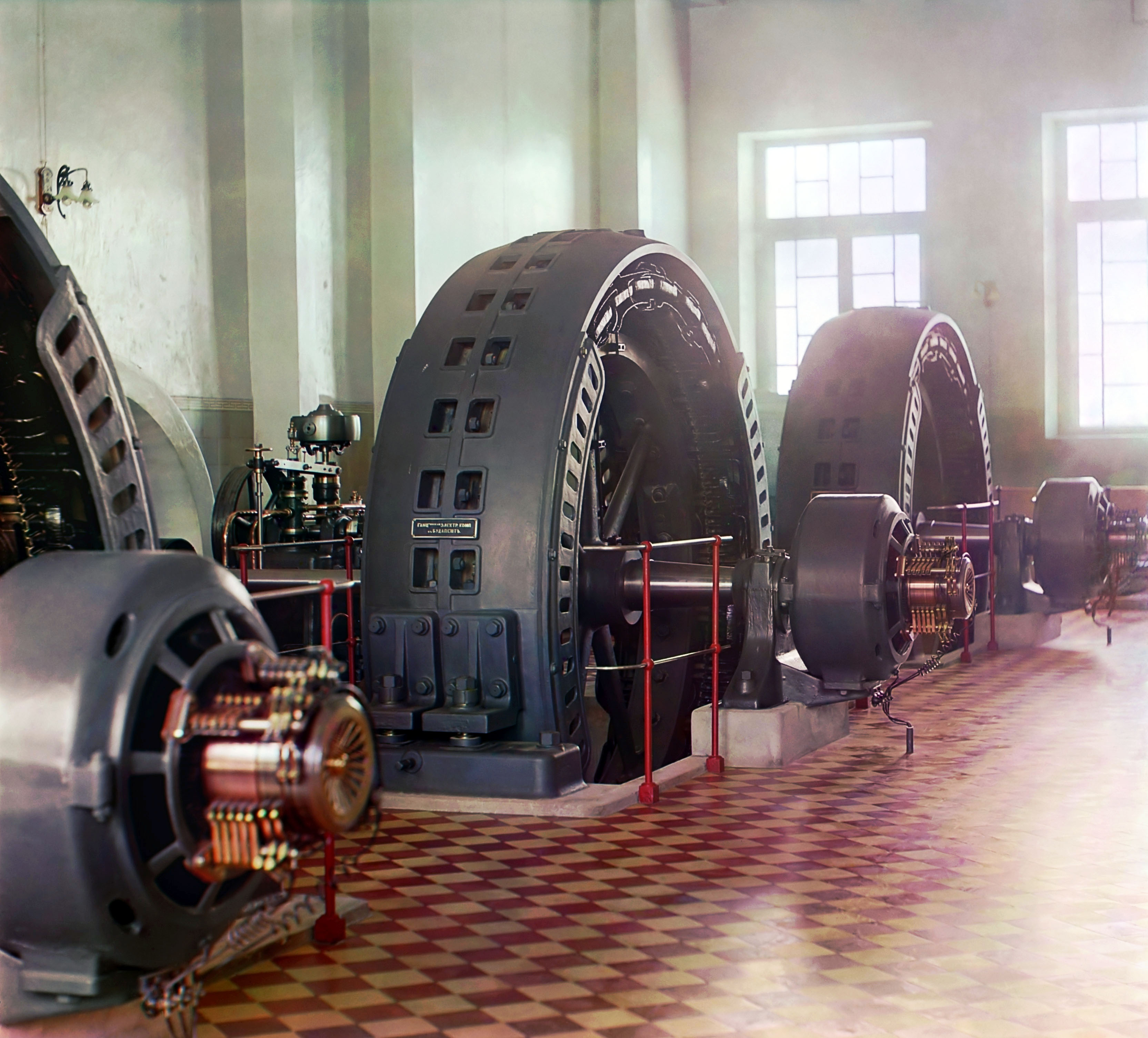
Generator, begin 20e eeuw gemaakt in Boedapest, in de turbinehal van een waterkrachtcentrale te Iolotan

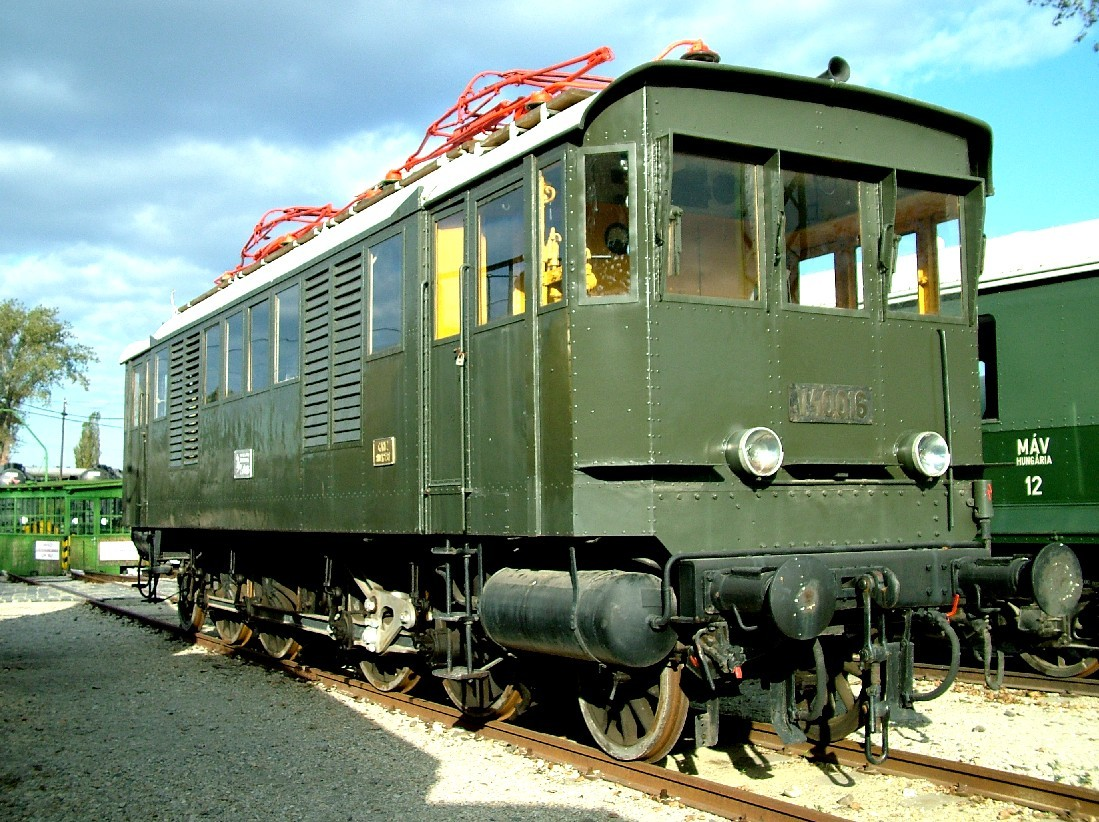
Historische E-Lok V40 016 met het Kandósysteem uit 1934 in het spoorwegmuseum te Boedapest

In 1878 wordt een elektrotechnische afdeling Ganz Transelektro opgericht met Károly Zipernowsky aan het hoofd. Samen met de technici Ottó Bláthy en Miksa Déri gaat hij op zoek naar manieren om elektrische energie met een hoog rendement te transporteren. In 1885 wordt door deze drie heren de ZBD-transformator ontwikkeld en gepatenteerd. Deze eerste transformator met een gesloten ringvormige ijzerkern staat aan de basis van alle wisselstroomdistributienetwerken. Daarnaast worden belangrijke innovaties gedaan: zo vindt Deri een repulsiemotor uit voor de aandrijving in liften, en is Zipernowsky betrokken bij de bouw van zestig energiecentrales.

### Spoorwegtractie
In 1894 weet Mechwart spoorwegingenieur Kálmán Kandó het bedrijf binnen te loodsen, die belangrijke elektrotechnische uitvindingen doet op het gebied van elektrische tractie. Hierbij ontwikkelt hij een systeem om treinen te laten rijden op wisselstroom onder hoogspanning, zodat deze zware lasten kunnen trekken. De onderneming verkrijgt hierdoor in 1897 de opdracht om de Noord-Italiaanse Valtellinaspoorlijn (Ferrovia della Valtellina) te elektrificeren. Onder leiding van Kandó en op bases van zijn plannen wordt in vijf jaar tijd een driefasen 3kV/15Hz bovenleidingsysteem aangelegd dat dertig jaar in gebruik blijft.
Het bedrijf krijgt veel opdrachten voor de bouw van tramsystemen, de elektrificatie van spoorwegtrajecten en het leveren van bijbehorende generatoren en schakelsystemen. Na het uitbreken van de Eerste Wereldoorlog keert Kandó terug naar Hongarije en wordt algemeen directeur van Ganz.

## Ganz-Mávag
In 1959 gaat de Ganz locomotief- en wagonfabriek een fusie aan met MÁVAG, Magyar Államvasutak Gépgyára, een andere Hongaarse fabrikant van voornamelijk stoomlocomotieven en gaat verder onder naam Ganz-Mávag. De productie in de originele ijzergieterij werd tot 1964 voortgezet, waarna deze na sluiting omgevormd wordt tot het Öntödei Múzeum.
Als gevolg van de economische en sociale crisis in de jaren 1980 wordt Ganz-Mávag gereorganiseerd om in 1991 te fuseren met een Italiaans concern: het nieuwe bedrijf heet Ganz-Ansaldo. Vanaf 2000 is Ganz een holding met diverse dochterondernemingen.

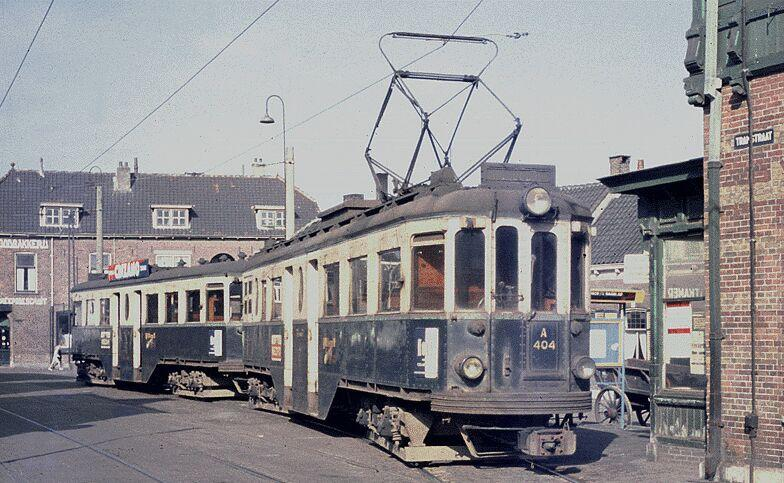
Door Ganz in 1924 gebouwd Boedapester-tramstel van de Blauwe Tram

## Nederlandse connectie
In Nederland is Ganz bekend van de legendarische Boedapesters, grote tramrijtuigen van de Blauwe Tram (NZH), die in 1923-1924 zijn gebouwd.